# Roncus pannonius
Roncus pannonius är en spindeldjursart som beskrevs av Curcic, Dimitrijevic och Karamata 1992. Roncus pannonius ingår i släktet Roncus och familjen helplåtklokrypare. Inga underarter finns listade i Catalogue of Life.